# Морская полиция: Спецотдел (сезон 11)
Одиннадцатый сезон полицейской процессуальной драмы NCIS, премьера которого состоялась 24 сентября 2013 года, был назначен в то же время, как и предыдущие сезоны, по вторникам в 8 вечера. Специальный агент Зива Давид (Котэ де Пабло), с ее последним появлением в эпизоде «Прошлое, настоящее и будущее» выходит из сезона. Вышедший в эфир 25 марта 2014 года эпизод «Новый Орлеан», состоящий из двух частей, является пилотом к спин-оффу сериала «Морская полиция: Спецотдел» — «Морская полиция: Новый Орлеан».Второй спин-офф рассказывает о команде морской полиции базирующейся в Новом Орлеане.

## В ролях
| Имя                    | Исполнитель     | В ролях      | Периодический персонаж |
| ---------------------- | --------------- | ------------ | ---------------------- |
| Лерой Джетро Гиббс     | Марк Хэрмон     | весь сезон   | н/д                    |
| Энтони ДиНоззо         | Майкл Уэзерли   | весь сезон   | н/д                    |
| Зива Давид             | Коте де Пабло   | 1 и 2 серии  | н/д                    |
| Эбби Шуто              | Поли Перретт    | весь сезон   | н/д                    |
| Тимоти МакГи           | Шон Мюррей      | весь сезон   | н/д                    |
| Джимми Палмер          | Брайан Дитцен   | весь сезон   | н/д                    |
| Элеонора «Элли» Бишоп  | Эмили Уикершем  | с эпизода 12 | эпизоды 9–11           |
| Лион Вэнс              | Роки Кэрролл    | весь сезон   | н/д                    |
| Дональд «Даки» Маллард | Дэвид Маккаллум | весь сезон   | н/д                    |

Список эпизодов одиннадцатого сезона телевизионной драмы «Морская полиция: Спецотдел» (NCIS), который выходил в эфир в период с 24 сентября 2013 по 13 мая 2014 года. 

## Эпизоды
| № | #  | Название                                                  | Режиссёр          | Сценарист                                           | Дата показа в США | Зрители США (миллионы) |
| --- | -- | --------------------------------------------------------- | ----------------- | --------------------------------------------------- | ----------------- | ---------------------- |
| 235 | 1  | «Whiskey Tango Foxtrot» «Виски Танго Фокстрот»            | Тони Уормби       | Гари Гласберг                                       | 24 сентября 2013  | 20,02                  |
| Министра ВМС убивают вследствие взрыва, вину за который берёт на себя новая террористическая ячейка, орудующая в США под предводительством Парса. Идёт охота на всех членов команды Гиббса. Парсонс понимает, что их подставили, и снимает обвинения с команды, восстанавливая в должности всех её сотрудников. Но Зива находится в Израиле, и ей угрожает опасность. Тони отправляется на её поиски. |    |                                                           |                   |                                                     |                   |                        |
| 236 | 2  | «Past, Present and Future» «Прошлое, настоящее и будущее» | Джеймс Уитмор-мл. | Гари Гласберг, Скотт Уильямс и Джина Люсита Монреал | 1 октября 2013    | 19,98                  |
| Тони приезжает в Израиль, чтобы найти Зиву, и после нескольких месяцев поисков по Ближнему Востоку находит её. Но Зива сообщает, что не вернётся сейчас с ним в Америку, а хочет начать всё с начала. А в Вашингтоне продолжаются поиски снайпера, который хотел убить Тони и террориста, которым оказывается совсем неожиданный человек. |    |                                                           |                   |                                                     |                   |                        |
| 237 | 3  | «Under the Radar» «Ниже радара»                           | Деннис Смит       | Джордж Шенк и Фрэнк Кардеа                          | 8 октября 2013    | 18.33                  |
| В квартире лейтенанта Кейта сработало взрывное устройство, и этим убило администратора, пытавшегося войти туда. Выясняется, что сам лейтенант его и сделал в качестве ловушки, а взрывчатки, которой он приобрёл, хватит, чтобы подорвать полквартала. Команде предстоит выяснить, зачем она ему, и отследить его очень оригинальным способом. |    |                                                           |                   |                                                     |                   |                        |
| 238 | 4  | «Anonymous Was a Woman» «Аноним был женщиной»             | Терренс О'Хара    | Стивен Биндер                                       | 15 октября 2013   | 18.83                  |
| Убита сержант Патрисия Морено, но это только по документам — на самом деле это оказывается женщина, перевезённая по поддельным документам из Афганистана в США. И в этом оказывается замешан бывший начальник Гиббса Майк Фрэнкс. Гиббс и МакГи отправляются в Афганистан, чтобы выяснить, кто причастен к её убийству. |    |                                                           |                   |                                                     |                   |                        |
| 239 | 5  | «Once a Crook» «Единожды мошенник…»                       | Эрвин Браун       | Кристофер Силбер                                    | 22 октября 2013   | 18.99                  |
| Убийство старшины оказывается связанным со старым делом Тони, которое он вёл 15 лет назад, когда ещё служил в полиции Балтимора. Нынешнее расследование приводит его к мошеннику по тому делу Антону Маркину из семьи русских эмигрантов. |    |                                                           |                   |                                                     |                   |                        |
| 240 | 6  | «Oil and Water» «Нефть и вода»                            | Том Райт          | Дженнифер Корбетт                                   | 29 октября 2013   | 19.30                  |
| Вследствие взрыва на нефтяной платформе погиб служащий флота, но террористический ли это акт? А накануне Хэллоуина со всеми, кроме Тони, происходят странности, и все думают, что это его рук дело. |    |                                                           |                   |                                                     |                   |                        |
| 241 | 7  | «Better Angels» «Лучшие ангелы»                           | Тони Уормби       | Джина Люсита Монреал                                | 5 ноября 2013     | 19.18                  |
| В магазине одежды убит сержант, который находился в увольнении. Хозяин магазина рассказывает историю о том, как тот пытался помешать грабителю и был застрелен, — но, конечно, всё не так просто, как могло быть. А Гиббс помогает своему отцу найти боевого товарища. |    |                                                           |                   |                                                     |                   |                        |
| 242 | 8  | «Alibi» «Алиби»                                           | Холли Дейл        | Джордж Шенк и Фрэнк Кардеа                          | 12 ноября 2013    | 19.37                  |
| После того, как старшина была убита в ДТП, Штаб-сержант Джастин Данн становится главным подозреваемым, поскольку краска, оставленная на часах жертвы, соответствует его транспортному средству. Команда опрашивает его, но Данн быстро просит адвоката Кэрри Кларк, бывшего агента ФБР, которая раньше работала с командой. |    |                                                           |                   |                                                     |                   |                        |
| 243 | 9  | «Gut Check» «Внутренняя проверка»                         | Деннис Смит       | Кристофер Уэйлд                                     | 19 ноября 2013    | 19.66                  |
| Когда он обнаружено что Министр ВМФ прослушивается во время секретного брифинга, команда встречается с аналитиком АНБ Элли Бишоп, автором отчета, предсказывающее нарушение. После раскрытия дела Гиббс просит, чтобы Бишоп продолжила работать совместно с NCIS. Первое появление Эмили Уикершем как аналитик АНБ Элеонора «Элли» Бишоп |    |                                                           |                   |                                                     |                   |                        |
| 244 | 10 | «Devil's Triad» «Дьявольская триада»                      | Эрвин Браун       | Стивен Биндер                                       | 10 декабря 2013   | 19.30                  |
| Команда расследует смерть морского пехотинца и обнаруживает связь между текущей бойфрендом Дианы Стерлинг, бывшей жены Гиббса и Тобиас Форнелла, в то же время как Элли Бишоп быть членом команды. |    |                                                           |                   |                                                     |                   |                        |
| 245 | 11 | «Homesick» «Тоскующий по дому»                            | Терренс О'Хара    | Скотт Уильямс                                       | 17 декабря 2013   | 19.65                  |
| Команда будет вызвана Военно-Морским Исследовательским Медицинским Центром и Центром по контролю и профилактике заболеваний США(CDC), чтобы исследовать потенциальную биотеррористическую угрозу, после того как восемь детей из семей служащих военно-морского флота и морской пехоты госпитализированы в отделения интенсивной терапии с похожими симптомами. Команда узнает вспышка не была преднамеренном нападением: возвратившийся военнослужащий случайно выступил в качестве носителя для редкого африканского заболевания, которое могут быть легко лечится. Вэнс отказывает в визите своему тестю, из-за отказа от Джеки, когда она была молода. Тем не менее, Вэнс в конце концов позволяет его тестю загладить свою вину.                                                                                                |    |                                                           |                   |                                                     |                   |                        |
| 246 | 12 | «Kill Chain» «Убийственная цепочка»                       | Джеймс Уитмор-мл. | Кристофер Силбер                                    | 7 января 2014     | 20.84                  |
| Украли беспилотник, выяснилось это связано с неуловимым террористом, Бенамом Парсой, заставляя команду объединить усилия с Мин.Обороны, которое приносит обратно команду в контакт с подполковником в отставке Холлис Манн, которая является также экс-подругой Гиббса. Таким образом, обе команды должны отследить и вернуть устройство, прежде чем оно будет использоваться для больше-масштабной атаки. Когда это случается, МакГи борется с возможностью просить нерабочее время, поскольку он хочет присутствовать на торжестве в честь своей подруги. |    |                                                           |                   |                                                     |                   |                        |
| 247 | 13 | «Double Back» «По собственным следам»                     | Тони Уормби       | Джина Люсита Монреал                                | 14 января 2014    | 19.72                  |
| В попытке найти террориста Парсу, Гиббс и команда разыскивают одного из приспешников Парсы используя улики от атаке дрона в "Убийственная цепочке" в то время как Макги пытается прийти к соглашению с тем, что произошло на гала-вечере. В то время как команда не может его поймать Парсу, они все-таки есть понятие о том, куда он мог бы уйти. Между тем, МакГи признаётся Гиббсу, что Делайла была парализована в атаке, но он решил остаться с Делайлой. |    |                                                           |                   |                                                     |                   |                        |
| 248 | 14 | «Monsters and Men» «Монстры и люди»                       | Деннис Смит       | Дженнифер Корбетт                                   | 4 февраля 2014    | 19.53                  |
| Убийство офицера портового управления показывает возможное местонахождение Парсы, поскольку команда продолжает свою неутомимую охоту. Между тем, Бишоп раскрывает её прошлую связь с неуловимым террористом |    |                                                           |                   |                                                     |                   |                        |
| 249 | 15 | «Bulletproof» «Пуленепробиваемый»                         | Лэсли Либман      | Кристофер Уэйлд                                     | 25 февраля 2014   | 17.03                  |
| Команда осматривает аварию и вскоре обнаруживает, что бронежилеты связаны с Корпусом морской пехоты США, но расследование принимает оборот после того как тесты Эбби определяют, что якобы безопасные жилеты на самом деле неисправны |    |                                                           |                   |                                                     |                   |                        |
| 250 | 16 | «Dressed to Kill» «Убийственно одетый»                    | Томас Райт        | Джордж Шенк и Фрэнк Кардеа                          | 4 марта 2014      | 17.85                  |
| После встречи со своим отцом, ДиНоззо сталкивается с мужчиной, одетый как командующий ВМФ. Мужчина бежит и за ним следует ДиНоззо, который в конечном счете стреляет и убивает его. Единственный свидетель это отец ДиНоззо. |    |                                                           |                   |                                                     |                   |                        |
| 251 | 17 | «Rock and a Hard Place» «Молот и наковальня»              | Эрвин Браун       | Стивен Биндер                                       | 18 марта 2014     | 17.11                  |
| Динамики взрываются в гримерке военного благотворительного вечера, но команда понимают, что кто-то был целью умышленно, после нахождения шрапнели от Mark 24 FIDO времен Вторая мировой войны и что случайно сработало раньше намеченного времени. Между тем, Джимми Палмер готовится стать отцом и Тони получил нежелательную задачу от своего отца. |    |                                                           |                   |                                                     |                   |                        |
| 252 | 18 | «Crescent City (part I)» «Новый Орлеан (часть I)»         | Джеймс Уитмор-мл. | Гари Гласберг                                       | 25 марта 2014     | 17.52                  |
| Конгрессмен найден убитым в Новом Орлеане, Гиббс и его команда объединяют свои силы с командой ФБР Форнелла и местным отделом NCIS. Гиббс воссоединяется с давним другом Специальным агентом NCIS Дуэйн "Король" Прайд (Скотт Бакула). При том, что Гиббс и Бишоп глава в Новом Орлеане, а ДиНоззо и МакГи остаются в Вашингтоне, чтобы работать по делу с Форнеллом. Вещи скоро станет более личным, так как конгрессмен был бывшим агентом NCIS и его убийство могло быть связано с одним из их старых дел. Эпизод заканчивается тем, что Гиббс, Прайд и Агенты Мередит Броуди (Зои Маклеллан) и Кристофер ЛаСаль (Лукас Блэк) стоят на площади, в то время как из гостиничного номера нераскрытый убийца начинает фотографировать команду NCIS. Этот эпизод первая часть пилота NCIS: Новый Орлеан.                               |    |                                                           |                   |                                                     |                   |                        |
| 253 | 19 | «Crescent City (part II)» «Новый Орлеан (часть II)»       | Тони Уормби       | Гари Гласберг                                       | 1 апреля 2014     | 17.16                  |
| Еще одна жертва найдена на болоте, мертв, по крайней мере две недели. Его горло было перерезано с стальным лезвием и топливо для реактивных двигателей найдено в следах от шин рядом с его телом. Эбби звонит Гиббсу сказать топливо для реактивных двигателей соответствует топливу найденное на автомобильных ковриках, принадлежащих жертве - агенту Дойл. Подозреваемый, как полагают, были одержим с конгрессменом Маклейном и делом Привилегированного убийцы также найден мертвым. Гиббс и Прайд отслеживают убийцу, сын спонсора Маклейна, в военном баре и близлежащего кладбища, после Бишоп вспоминает про мраморную пыль также найденную в машине Дойла. После решения этого дела, Прайд и его команда получают еще один, а Гиббс ждет Бишоп, чтобы вернуться домой. Этот эпизод вторая часть пилота NCIS: Новый Орлеан. |    |                                                           |                   |                                                     |                   |                        |
| 254 | 20 | «Page Not Found» «Страница не найдена»                    | Терренс О'Хара    | Кристофер Уэйлд                                     | 8 апреля 2014     | 17.39                  |
| Делайла находит зашифрованной электронной почты, относящуюся к убийству лейтенанта ВМФ в Будапеште, ей приказывают проигнорировать это, но вместо этого она идет к Гиббсу и NCIS открывает расследование. Команда понимает, что там может быть больше, чем дело, когда они сталкиваются с агентом ЦРУ, который выслеживает их. МакГи хочет чтобы его отношения с Делайлой развивались и просит её переехать к нему. |    |                                                           |                   |                                                     |                   |                        |
| 255 | 21 | «Alleged» «Подозреваемый»                                 | Эрвин Браун       | Скотт Уильямс                                       | 15 апреля 2014    | 17.12                  |
| Изнасилование женщины офицера ВМС проявляется на света, когда один из её коллег был случайно убит в баре. Оказывается, её старпом несет ответственность за её и некоторых других изнасилований. |    |                                                           |                   |                                                     |                   |                        |
| 256 | 22 | «Shooter» «Стрелок»                                       | Деннис Смит       | Джордж Шенк и Фрэнк Кардеа                          | 29 апреля 2014    | 17.25                  |
| Морпех-фотограф, который исчез до его дачи показаний в военном суде, позже был найден мертвым от передозировки наркотиков. Команда сталкивается с ситуацией бездомных ветеранов в районе Вашингтона, которой документировал фотограф. Эбби решает помочь бездомная женщина воссоединиться с семьей. |    |                                                           |                   |                                                     |                   |                        |
| 257 | 23 | «The Admiral's Daughter» «Дочь адмирала»                  | Джеймс Уитмор-мл. | Стивен Биндер и Кристофер Силбер                    | 6 мая 2014        | 15.88                  |
| Тони назначен сопровождать Аманду, дочь вице-председателя Объединенного комитета начальников штабов из Марселя из-за её экстравагантных вечеринок, когда он доходит до местного офиса NCIS он находит всех сотрудников и агентов мертв, но он и Аманда найти оказываются в бегах из-за грязной французской полицейской. Команда дома работает по предположительно отдельной делу труп, найденный в септик в Норфолке со ссылкой на отца Аманды. Вещи становятся сложнее, когда Тони узнает, что поведение доступной девушки Аманды было просто прикрытием для её работы в Тайной службе Минобороны. |    |                                                           |                   |                                                     |                   |                        |
| 258 | 24 | «Honor Thy Father» «Чти отца своего»                      | Тони Уормби       | Гэри Гласберг и Джина Люсита Монреал                | 13 мая 2014       | 16.95                  |
| Команда охотится на беглецов из судна ВМС, который служил секретным местом содержание под арестом для обвиняемых террористов. Специальный агент Гиббс узнает о смерти его отца Джексона в результате инсульта. |    |                                                           |                   |                                                     |                   |                        |